# Lizbonsko metropolitansko območje
Lizbonsko metropolitansko območje (portugalsko Área Metropolitana de Lisboa; skrajšano AML) je metropolitansko območje na Portugalskem s središčem v Lizboni, glavnem in največjem mestu države. Metropolitansko območje, ki zajema 18 občin, je največje urbano območje v državi in 10. največje v Evropski uniji, z 2.812.678 prebivalci leta 2015 na območju 3.015,24 km².
Lizbonsko metropolitansko območje ima največji BDP (76,4 milijarde EUR) med vsemi metropolitanskimi območji na Portugalskem. V regiji je največje tehnološko središče v državi in večina večjih portugalskih multinacionalnih korporacij glede na prihodke ima sedež tam.

## Zgodovina
Portugalska je bila od revolucije leta 1974 skozi obdobje upravnih sprememb. Pred kratkim so bili uvedeni novi standardi teritorialne uprave, ki ustrezajo merilom Evropske unije.
Po nekaj letih nedoločenosti so občine zdaj združene v metropolitanska območja ali medobčinske skupnosti. Te nove regionalne delitve so v nasprotju s tradicionalnimi portugalskimi regionalnimi strukturami: distritos (okraji). Okrožja je v 19. stoletju uvedel Mouzinho da Silveira po liberalni revoluciji leta 1820, da bi nadomestila klerikalne škofije (ki so imele vmesno oblast med absolutno monarhijo in občinami) in so še vedno uradne regionalne oblasti na Portugalskem, s čimer so pustili nove metropolitanske oblasti brez vsakršne avtoritete. Okrožje Lizbona in okrožje Setubal sta na primer v nasprotju z oblastjo metropolitanskega območja Lizbone. Vsako okrožje vodi guvernador civil (civilni guverner). Te guvernerje pooblasti predsednik portugalske vlade in imajo večino upravne moči nad občinami, ki jih sestavljajo, metropolitanska območja pa imajo pasiven status in naloge skupnosti.
Lizbonsko metropolitansko območje je bilo kot upravna enota ustanovljeno šele leta 1991, da bi zadostilo potrebam urbanih območij z veliko gostoto prebivalstva, ki obkrožajo portugalsko prestolnico.
Da bi dokončno odpravili te anomalije, je bil 8. novembra 1998 izveden nacionalni referendum, da bi potrdili novo regionalizacijo (Referendo à Regionalização), ki jo je zavrnilo več kot 60 % volilne populacije zaradi nestrinjanja glede izgube suverenost nekaterih okrožij nad drugimi (npr. v času referenduma ni bilo znano, kje bo sedež vlade nove regije Estremadura & Ribatejo, ki je bila zlitje okrožja Leiria z okrožjem Santarém, Leiria in Santarém sta mesti enake velikosti in pomena).
Eksperiment regionalizacije na Portugalskem je bil uspešen samo med otoškimi regijami, kot leta 1976, ko je okrožja Angra do Heroísmo, Horta in Ponta Delgada nadomestila avtonomna regija Açores s sedežem vlade v Ponta Delgadi, medtem ko je okrožje Funchal je nadomestila avtonomna regija Madeira s sedežem vlade v Funchalu.

## Pregled
Lizbonsko metropolitansko območje s središčem v portugalski prestolnici Lizbona je največja koncentracija prebivalstva na Portugalskem. Prebivalcev leta 2011 je bilo 2.821.876, od tega jih je 547.733 (19,4 %) živelo v mestu Lizbona. Približno 26,7 % celotnega prebivalstva Portugalske živi v lizbonskem metropolitanskem območju. Površina lizbonskega metropolitanskega območja je 3.015,24 km², kar je 3,3 % celotne površine Portugalske.
Lizbonsko metropolitansko območje ima aktivnega prebivalstva približno 1,3 milijona ljudi. Ker je na njenem ozemlju 32,7 % nacionalnega zaposlovanja, prispevek AML k bruto domačemu proizvodu presega 36 %.
Danes je ozemlje lizbonskega metropolitanskega območja skoraj enako ozemlju lizbonske regije, saj je AML zveza metropolitanskih občin, lizbonska regija pa regija NUTS II.
Meji na medobčinsko skupnost Oeste (osrednja regija) na severu, Lezíria do Tajo na severovzhodu, Alentejo Central na vzhodu in Alentejo Litoral na jugu, nekdanje pripadajo širši regiji Alentejo.
Občine severno od reke Tajo so iz Lizbonskega okrožja (Grande Lisboa); tiste južno od reke so iz okrožja Setubal (Península de Setúbal).

## Struktura
Metropolitansko območje Lizbone je bilo poluradna struktura. V zadnjem času je Portugalska povečala pristojnosti teh organov teritorialne organizacije. Pri uradni ureditvi Lizbonskega velikega metropolitanskega območja je Azambuja zapustila, ker je bila večinoma rustikalna cona, bolj sorodna mestu Santarém, ki leži le 23 km severovzhodno, medtem ko je Lizbona 45 km oddaljena od Azambuje, jugovzhodno.
Na uradni strani AML piše:
»Kot je navedeno v zakonu 10/2003 z dne 13. maja, je Grande Área Metropolitana de Lisboa (Lizbonsko veliko metropolitansko območje) javna kolektivna oseba asociativne narave in teritorialnega obsega, katere namen je doseči skupne javne interese občin. ki ga integrirajo, kar vključuje (18 mestnih hiš) – Alcochete, Almada, Barreiro, Cascais, Lisboa, Loures, Mafra, Moita, Montijo, Odivelas, Oeiras, Palmela, Sesimbra, Setúbal, Seixal, Sintra in Vila Franca de Xira.
Grande Área Metropolitana de Lisboa je bila ustanovljena z javnimi spisi leta 2004 in objavljena 5. julija 2004 v III. seriji Diário da República. Sestavljajo ga trije organi: ·
- Junta Metropolitana, izvršilni organ, ki ga sestavlja 18 predsednikov mestnih hiš, ki jih združuje. Med seboj izvolijo predsednika in dva podpredsednika.
- Assembleia Metropolitana, zakonodajni organ, ki ga sestavljajo izbrani predstavniki v občinski skupščini mestnih hiš, v lihem številu nad trikratnim številom mest, ki jih vključuje, v največ 55.
- Conselho Metropolitano, posvetovalni organ, ki ga sestavljajo predstavniki države in člani Junte Metropolitana.«